# اگرست پتیگوار (مسوریجیون)
اگرست پتیگوار (مسوریجیون) (به پرتغالی: Agreste Potiguar (mesoregion)) یک منطقهٔ مسکونی در برزیل است که در ریو گرانده شمالی واقع شده‌است.